# Sceloporus variabilis
Sceloporus variabilis (рожевочерева колюча ігуана) — вид ігуаноподібних ящірок родини фриносомових (Phrynosomatidae). Мешкає в Мексиці і Гватемалі.

## Опис
Довжина рожевочеревої колючої ігуани без врахування хвоста становить 54 мм, разом з хвостом — 140 мм. Верхня частина тіла рудувато-коричнева або оливкова, поцяткована двома рядами темно-коричневих плям. З боків спини ідуть дві жовтуваті смуги. Нижня частина тіла білувата або жовтувата. У самців боки нижче смуг є більш темними, на кожній стороні живота у них є велика рожева пляма з темно-синіми краями, а на пахвах — чорні плями.

## Поширення і екологія
Рожевочереві колючі ігуани мешкають на сході Мексики, від південного Тамауліпасу до південного Веракрусу, сходу Керетаро і Пуебли, а також на сході Оахаки, в Чіапасі і західній Гватемалі. Вони живуть в сухих тропічних лісах і чагарникових заростях, на висоті до 2500 м над рівнем моря. Відкладають яйця.